# Raúl Urrutia
Raúl Urrutia Ávila (Viña del Mar, 1 de mayo de 1950) es un abogado, académico y político chileno, militante de Renovación Nacional (RN). Fue diputado entre 1990 y 1998. Posteriormente en 2012 fue nombrado como rector de la Universidad del Mar, cargo que dejó luego de acusar irregularidades en su funcionamiento.

## Biografía
Realizó sus estudios secundarios en el Liceo Eduardo de la Barra de Valparaíso. Al finalizar la etapa escolar, ingresó a la Universidad Católica de Valparaíso, donde estudió la carrera de Filología Clásica, pero se retiró al año siguiente y este mismo año, entró a estudiar Historia, en la Universidad de Chile de Valparaíso, hasta 1975, cuando abandonó la carrera para ingresar a la Facultad de Derecho de la Universidad Católica de esa misma ciudad, titulándose de abogado.
Durante su época como estudiante se hizo simpatizante del Partido Nacional (PN), siendo presidente provincial de la Juventud entre 1970 y 1973. Años después ingresó a Renovación Nacional (RN).
En 1989 fue elegido diputadopor el Distrito N.°14 de Viña del Mar; integró la Comisión Permanente de Gobierno Interior, Regionalización, Planificación y Desarrollo Social y la de Derechos Humanos, Nacionalidad y Ciudadanía; miembro de la Comisión Especial de Corfo y de la de Desarrollo de la V Región. Fue nombrado Jefe de la Bancada de Diputados de Renovación Nacional. En 1993 fue reelecto diputado por el mismo distrito; integró la Comisión Permanente de Familia, la que se incluyó en la Sesión 8a., en 14 de junio de 1994. Miembro también, de la Comisión Permanente de Constitución, Legislación y Justicia; y de la Comisión Especial de la Corporación del Cobre (CODELCO). En 1997 perdió la reelección para un tercer período.
Desde 1990 fue docente de la Universidad del Mar, casa de estudios privada fundada en la Región de Valparaíso. Hacia 2012 se inició una investigación en contra del plantel por cuestionamientos a la acreditación otorgada por la Comisión Nacional de Acreditación. En medio de la crisis fue nombrado como rector, cargo que alcanzó a ocupar por solo 49 días, período en el que acusó una serie de irregularidades por parte de los controladores de la universidad.
En 2008 fue designado como miembro del Consejo para la Transparencia, instancia que dirigió desde 2010 hasta 2011, cuando fue reemplazado por Alejandro Ferreiro.

## Historia electoral

### Elecciones parlamentarias de 1989
- Elecciones parlamentarias de 1989, por el Distrito 14 (Viña del Mar), Región de Valparaíso[6]

| Candidato                  | Pacto                          | Partido | Votos  | %     | Resultado |
| -------------------------- | ------------------------------ | ------- | ------ | ----- | --------- |
| Gustavo Cardemil Alfaro    | Concertación por la Democracia | DC      | 47 252 | 28,61 | Diputado  |
| Aníbal Scarella Calandroni | Concertación por la Democracia | PPD     | 34 732 | 21,03 |           |
| Raúl Urrutia Ávila         | Democracia y Progreso          | RN      | 30 005 | 18,17 | Diputado  |
| Luis Parot Donoso          | Democracia y Progreso          | UDI     | 28 783 | 17,43 |           |
| Rafael Otero Echeverría    | Alianza de Centro              | DR      | 3465   | 2,10  |           |
| Fernando Palma Cortez      | Alianza de Centro              | AN      | 2416   | 1,46  |           |
| Ivonne Betbeder Aguilar    | Liberal-Socialista Chileno     | ILE     | 16 911 | 10,24 |           |
| Lionel Curti Leite         | Independiente                  | IND     | 1585   | 0,96  |           |

### Elecciones parlamentarias de 1993
- Elecciones parlamentarias de 1993, por el Distrito 14 (Viña del Mar), Región de Valparaíso[7]

| Candidato                            | Pacto                                | Partido | Votos  | %     | Resultado |
| ------------------------------------ | ------------------------------------ | ------- | ------ | ----- | --------- |
| Juan Soto Vergara                    | Alternativa Democrática de Izquierda | PC      | 14 019 | 8,76  |           |
| Raúl Urrutia Ávila                   | Unión por el Progreso de Chile       | RN      | 47 729 | 29,81 | Diputado  |
| Eugenia Garrido Álvarez de la Rivera | Unión por el Progreso de Chile       | UDI     | 27 831 | 17,38 |           |
| Juvenal Peñailillo Farías            | La Nueva Izquierda                   | AHV     | 2866   | 1,79  |           |
| José Makluf Campos                   | Concertación por la Democracia       | DC      | 44 996 | 28,10 | Diputado  |
| José Molina Sepúlveda                | Concertación por la Democracia       | SDCH    | 22 662 | 14,15 |           |

### Elecciones parlamentarias de 1997
- Elecciones parlamentarias de 1997, por el Distrito 14 (Concón y Viña del Mar), Región de Valparaíso[8]

| Candidato                  | Pacto                          | Partido | Votos  | %     | Resultado |
| -------------------------- | ------------------------------ | ------- | ------ | ----- | --------- |
| Juvenal Peñailillo Farías  | Partido Humanista              | PH      | 1889   | 1,50  |           |
| José Guerrero Muñoz        | Partido Humanista              | PH      | 913    | 0,72  |           |
| Raúl Urrutia Ávila         | Unión por Chile                | RN      | 23 478 | 18,63 |           |
| Gonzalo Ibáñez Santa María | Unión por Chile                | ILB     | 35 363 | 28,06 | Diputado  |
| José Makluf Campos         | Concertación por la Democracia | DC      | 14 841 | 11,78 |           |
| Laura Soto González        | Concertación por la Democracia | PPD     | 39 432 | 31,29 | Diputada  |
| Víctor Andaur Golmes       | La Izquierda                   | PC      | 10 118 | 8,03  |           |